# Władysław Pałka (powstaniec)
Władysław Pałka (ur. 21 września 1898 w Przełaju, zm. 19 lutego 1942 w Hartheim) – polski górnik, powstaniec śląski, więzień niemieckich obozów w Buchenwaldzie i Dachau.

## Biografia
Władysław Pałka urodził się w Przełaju koło Sędziszowa 21 września 1898 roku, w rodzinie Piotra i Marianny z d. Drwal. Przed I wojną światową członkowie rodziny przeniesli się na Górny Śląsk w poszukiwaniu pracy. Władysław zamieszkał w Gotartowicach, pracując najpierw jako ogrodnik, a następnie jako górni w kopalni Jankowice. W 1920 roku Pałka ożenił się z Katarzyną Stajer z Folwarków i zamieszkał w domu rodzinnym żony. Pałkowie mieli pięcioro dzieci.
Podczas III powstania śląskiego Pałka brał udział w walkach jako powstaniec. Uczestniczył w walkach pod Górą Świętej Anny, gdzie został ranny. W latach międzywojennych okresowo pracował jako górnik lub pozostawał bezrobotnym. Zatrudniał się dorywczo. Pozostawał wierny ideałom powstańczym, współorganizując koło Związku Powstańców Śląskich w Kłokocinie. Był jego przywódcą.
Po zajęciu przez Niemców obszaru województwa śląskiego Pałkę aresztowano za ukrywanie sztandaru powstańczego zakopanego w ogrodzie. 4 września 1939 roku osadzono go w podziemiu magistratu w Żorach, następnie przez Wrocław trafił do obozu koncentracyjnego w Buchenwaldzie. Przebywał w bloku 50, był oznaczony numerem obozowym 2912. 10 grudnia 1940 roku przewieziono go do KL Neuengamme koło Hamburga, gdzie otrzymał nr 3792. Pracował przy budowie obozu. 14 września 1941 roku przewieziono Pałkę do obozu w Dachau, gdzie otrzymał nr 27280. Władysław Pałka, jako niezdolny do dalszej pracy, zginął uduszony w komorze z dwutlenkiem węgla w Hartheim (Alkoven) 19 lutego 1942 roku. Po kremacji prochy więźniów wrzucano do Dunaju.

## Upamiętnienie
Imię Władysława Pałki nosi ulica w Żorach, w dzielnicy Rowień-Folwarki.